# Kaviardiplomati

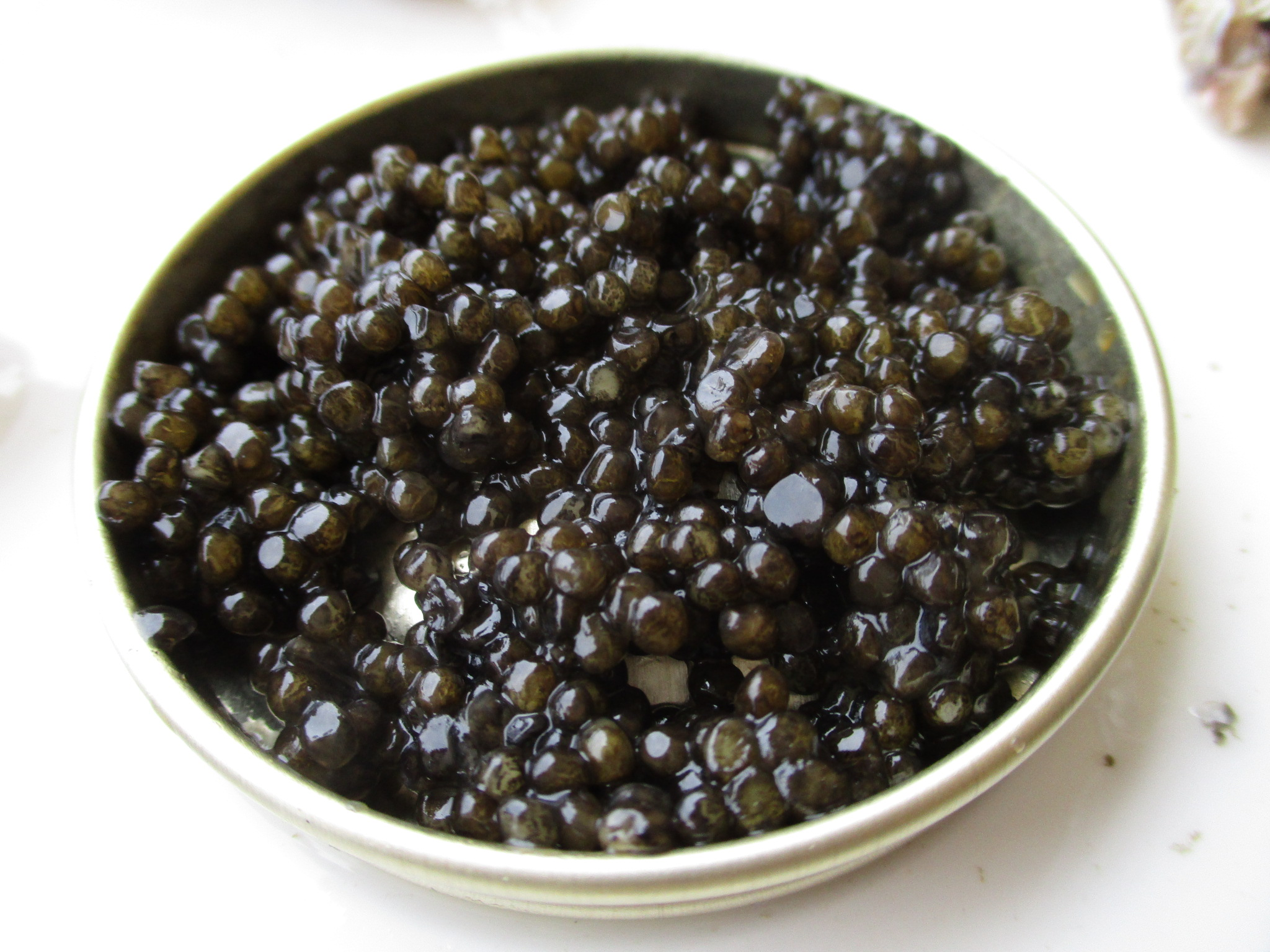
En burk med kaviar

Kaviardiplomati är en benämning på korruption och bestickning som etablerats om Azerbajdzjans lobbystrategi; att tysta kritiker och smörja politiker, journalister och anställda inom internationella organisationer. Namnet har uppkommit eftersom Azerbajdzjan är producent av lyxprodukten kaviar, som bland annat erbjuds som gåvor tillsammans med dyrbara mattor och betalda resor.
Azerbajdzjan styrs sedan 1993 av Alijevfamiljen som konsekvent har använt mutor och bestickning. Det ledde till att tankesmedjan European Stability Initiative (ESI) introducerade termen 2012 i rapporten Caviar Diplomacy. How Azerbaijan silenced the Council of Europe. Det noterades i rapporten att denna term används i informella samtal av azerbajdzjanska tjänstemän för att beskriva generösa gåvor till utländska politiker.
Språktidningen tog med kaviardiplomati som ett nyord 2023 med en något allmännare innebörd av korruption i form av mutor.

## Granskningar i Sverige
Den tidigare moderate riksdagsledamoten Göran Lindblad stängdes 2018 av från Europarådet för sin inblandning i mutskandalerna som gav upphov till European Stability Initiatives rapport. Efter att ha förlorat sin riksdagsplats 2010 tog han jobb som politisk rådgivare för den azerbajdzjanska lobbyorganisationen The European Azerbaijani Society (TEAS). TEAS har pekats ut för att ligga bakom mycket av bestickningen.
Blankspot har också skrivit om att TEAS finansierade det svenska forskningsinstitutet Institute for Security and Development Policy (ISDP) fram till 2017. Efter att Dagens Nyheter skrev om det upphörde finansieringen. Efter 2021 upptogs finansiering från Azerbajdzjan genom ett byggbolag som, enligt reportagesajten Blankspot, är en del av Alijevfamiljens affärsimperium. Det ska ha skett samtidigt som finansiering kom från Utrikesdepartementet som ISDP är rådgivare för. Den liberala riksdagsledamoten Fredrik Malm har ifrågasatt ISDP:s oberoende från Azerbajdzjan, liksom Björn Söder (SD) och Håkan Svenneling (V) som har väckt frågor i Riksdagen om ISDP:s finansiering.
Azerbajdzjan har efter kriget i Nagorno-Karabach 2020 bjudit svenska journalister på all inclusive-resor till landet. Blankspot granskade bjudresorna 2023 och Publicistklubben Södras ordförande Agneta Nordin, som hade deltagit i resorna, valde att avgå. Sveriges Radio meddelade att berörda journalister hos dem sannolikt inte skulle få bevaka nyheter som var relaterade till Azerbajdzjan.